# Scaevatula amancioi
Scaevatula amancioi е вид коремоного от семейство Clavatulidae.

## Разпространение
Видът е ендемичен за Сао Томе и Принсипи.